# Opius mendus
Opius mendus är en stekelart som beskrevs av Papp 1982. Opius mendus ingår i släktet Opius och familjen bracksteklar. Inga underarter finns listade i Catalogue of Life.